# Łodiejnoje Pole (stacja kolejowa)
Łodiejnoje Pole (ros. Лодейное Поле) – węzłowa stacja kolejowa w miejscowości Łodiejnoje Pole, w rejonie łodiejnopolskim, w obwodzie leningradzkim, w Rosji. Węzeł linii Wołchow - Murmańsk z linią do Janisjarwi.
Stacja powstała podczas I wojny światowej, na zbudowanej wówczas murmańskiej drodze żelaznej.

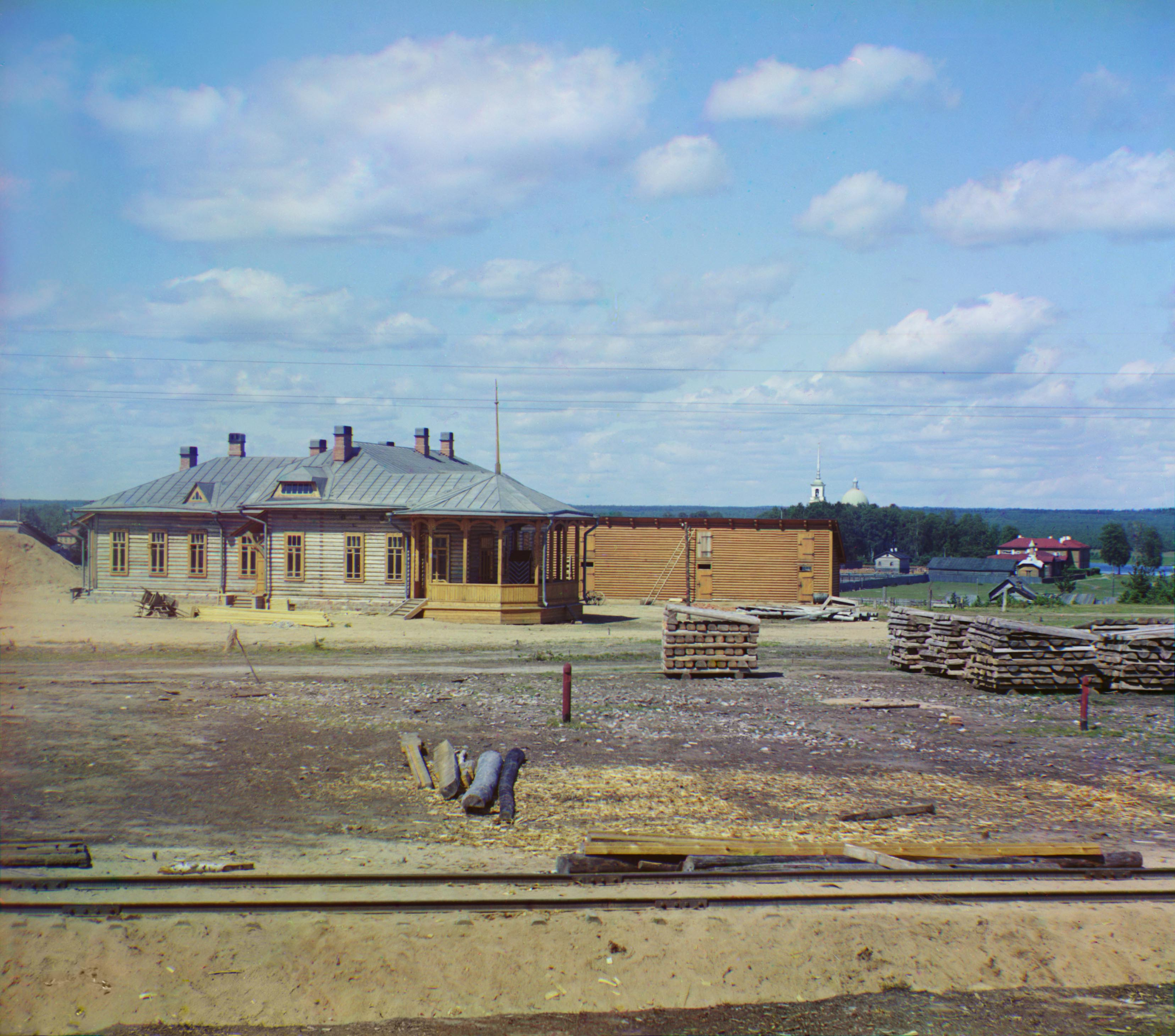
stacja w 1916 na fotografii Siergieja Prokudina-Gorskiego
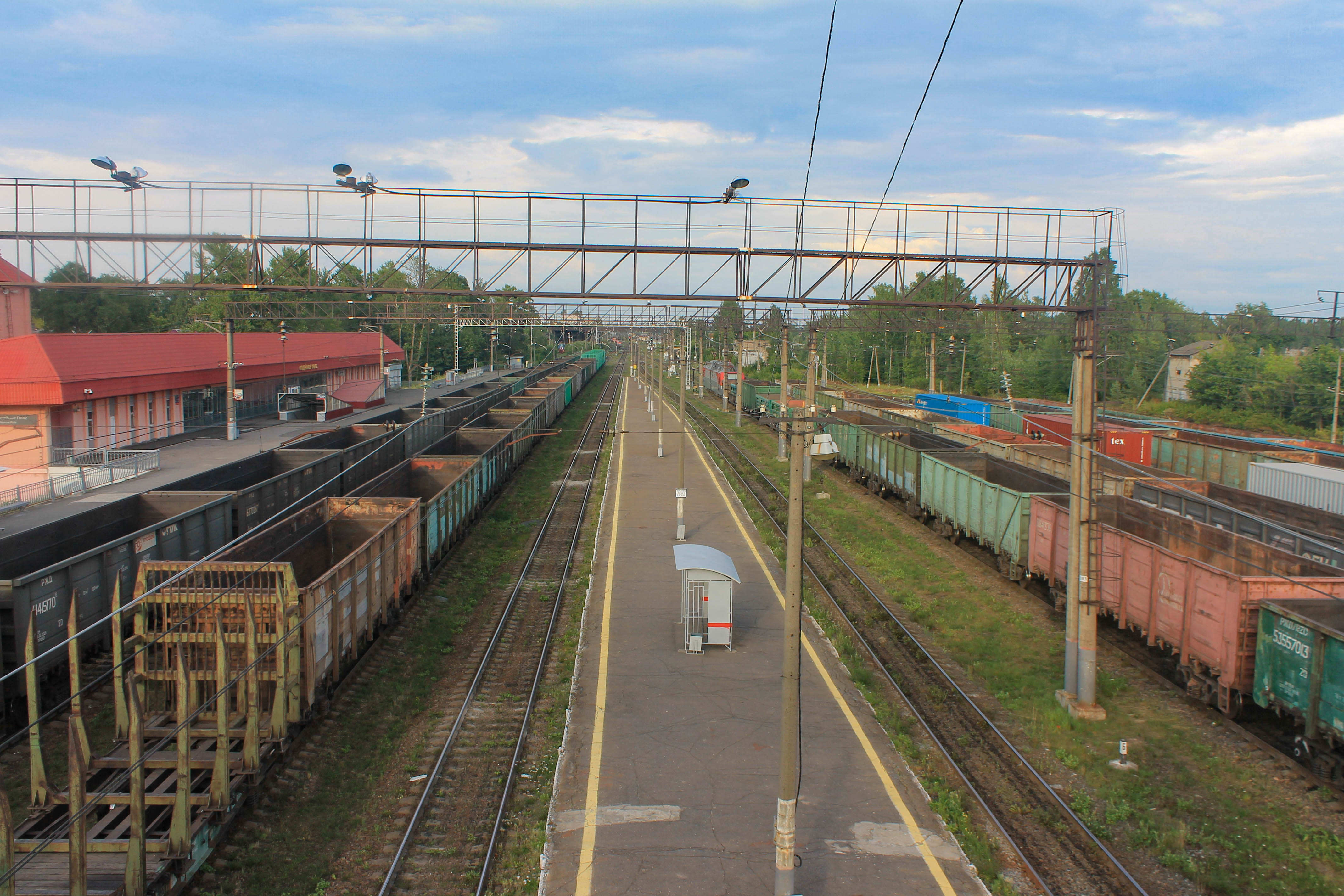
peron, widok w stronę Murmańska
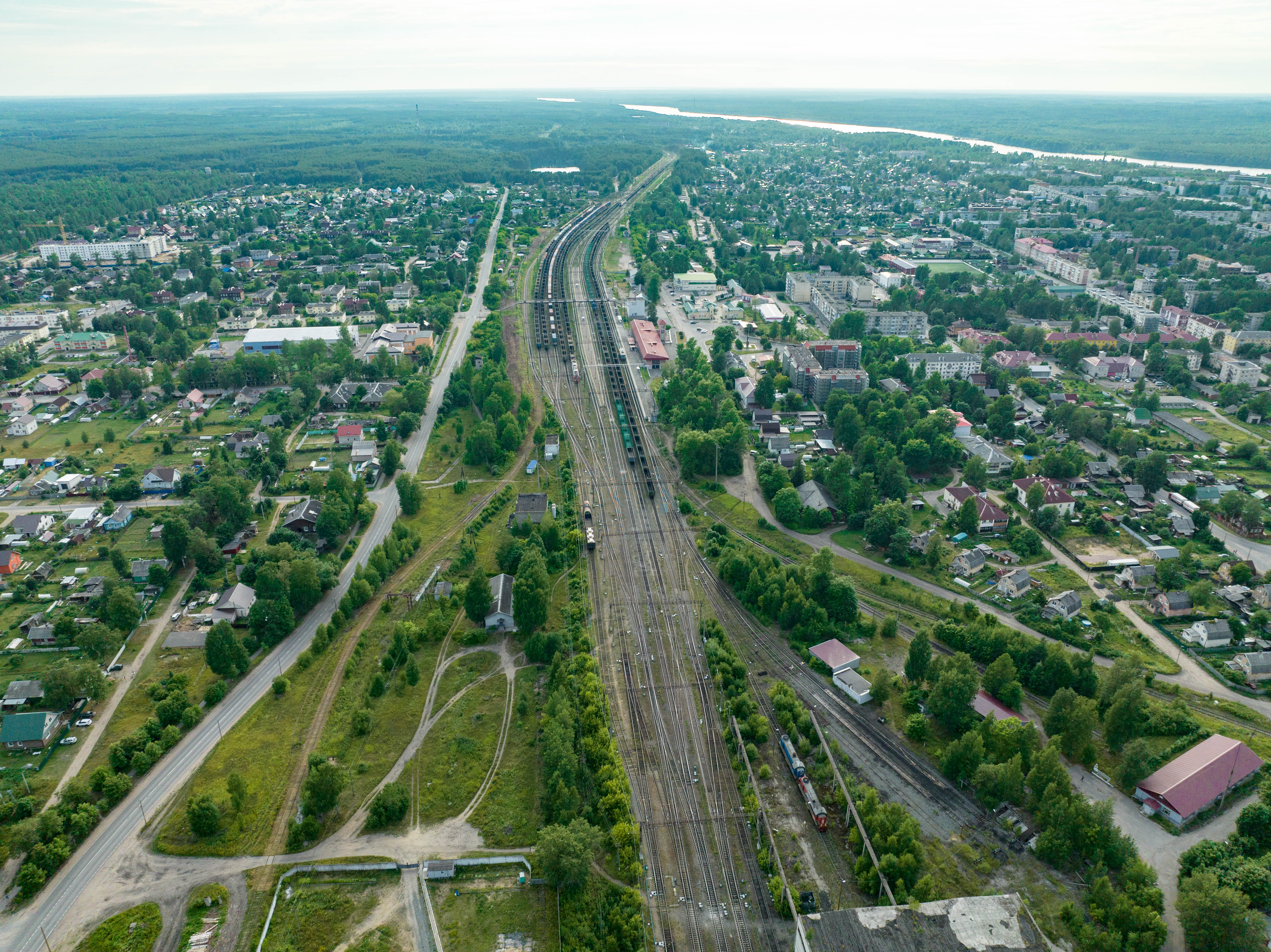
widok w stronę Wołchowa